# منهول (مجموعه تلویزیونی)
منهول (انگلیسی: Manhole; کره‌ای: 맨홀: 이상한 나라의 필) یک مجموعهٔ تلویزیونی کره جنوبی سال ۲۰۱۷ با بازی کیم جه جونگ، یوئی، بارو و جونگ هه-سونگ است. این مجموعه از ۹ اوت تا ۲۸ سپتامبر ۲۰۱۷، روزهای چهارشنبه و پنجشنبه ساعت ۲۲:۰۰ (کی‌اس‌تی) از کی‌بی‌اس۲ برای ۱۶ قسمت پخش شد.